# Calcio Novese

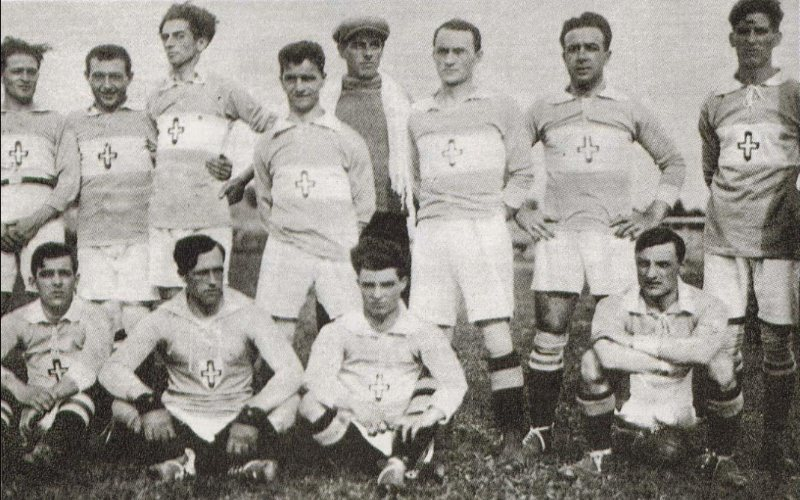
La Novese campeón de Italia 1922.

La A.S.D. Calcio Novese es un club de fútbol de Italia, con sede en Novi Ligure, en Piamonte. Fue fundado el 28 de marzo de 1919 y refundado en varias ocasiones. Compite en la Promozione Piemonte-Valle d'Aosta, sexta categoría del fútbol italiano.

## Historia
El club fue fundado el 31 de marzo de 1919 como Unione Sportiva Novese. Su primer presidente fue Pietro Catalano. En la temporada 1921-22 ganó su primer y único scudetto. 

## Estadio
Juega de local en el Estadio Costante Girardengo, dedicado al ciclista de Novi Ligure Costante Girardengo, con capacidad para 3500 personas.

## Palmarés

### Torneos nacionales
- Campeonato Italiano (1): 1921-22

### Torneos regionales
- Promozione Piemonte (2): 1920-21, 1953-54
- Prima Divisione (2): 1941-42, 1951-52
- Eccellenza Piemonte-Valle d'Aosta (2): 1997-98, 2003-04
- Terza Divisione (1): 1928-29 (Grupo A)
- Copa Italia de Aficionados Piemonte-Valle d'Aosta (1): 2006-07
- Supercopa Piemonte-Valle d'Aosta (1): 2003-04

### Torneos provinciales
- Terza Categoria (1): 2017-18